# Позоры
Позоры — деревня в Большесосновском районе Пермского края. Входит в состав Полозовского сельского поселения.

## Географическое положение
Расположена примерно в 1 км к юго-западу от деревни Лисья и в 1,5 км к северо-востоку от границы с Удмуртией.

## Население
| 2010 |
| ---- |
| 37   |

## Улицы
- Гора ул.

## Топографические карты
- Лист карты O-40-97 Первомайский. Масштаб: 1 : 100 000. Состояние местности на 1983 год. Издание 1984 г.